# Frances MacDonald McNair

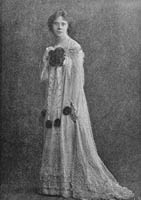
Frances Macdonald um 1895

Frances MacDonald McNair (* 24. August 1873 in Kidsgrove, Staffordshire, England; † 12. Dezember 1921 in Glasgow, Schottland) war eine schottische Malerin und Kunsthandwerkerin des Jugendstil. Frances MacDonald McNair, ihr Ehemann James Herbert McNair, ihre Schwester Margaret MacDonald Mackintosh und deren Ehemann Charles Rennie Mackintosh bildeten die bekannte Künstlergruppe The Four.

## Leben und Werk
Frances MacDonald wurde als zweite Tochter eines Bergbauingenieurs in England geboren. 1890 ließ sich die Familie in Glasgow nieder, wo Frances und ihre Schwester Margaret an der Glasgow School of Art studierten. Dort lernten sie bald Charles Rennie Mackintosh und James Herbert McNair kennen, deren Kunstverständnis in Inhalt, Technik und Form ihrer Auffassung  entsprach. Bald bildeten die vier eine kreative Allianz und stellten 1894 erstmals ihre avantgardistische neue Kunst vor, die große Aufmerksamkeit erregte und sie als The Four bekannt machte. Gemeinsam prägten sie im Arts and Crafts Movement den Glasgow Style und übten großen Einfluss auf die Entwicklung des Jugendstils aus. Mitte der 1890er Jahre verließ Frances die Schule und richtete zusammen mit ihrer Schwester ein unabhängiges Studio im Zentrum der Stadt ein. Gemeinsam arbeiteten sie an Metall-, Grafik-, Textildesigns und Buchillustrationen und konnten ihre Werke in London, Liverpool und Venedig zeigen. In dieser Zeit wurde sie auch führendes Mitglied der Glasgow Girls, einer Gruppe von Designerinnen und Künstlerinnen. Frances und Margret MacDonald waren beeinflusst von William Blake und Aubrey Beardsley, aber auch vom Symbolismus und den dekorative Bewegungen auf dem Kontinent wie der Wiener Secession.
Am 14. Juni 1899 heiratete Frances ihren langjährigen Freund James Herbert McNair und folgte ihm nach Liverpool, wo McNair an der School of Architecture and Applied Art unterrichtete. Das Paar entwarf die Innenräume ihrer Wohnung in der Oxford Street 54 und stellte ein Lady’s Writing Room auf der Internationalen Ausstellung für moderne dekorative Kunst in Turin aus. Frances begann auch zu unterrichten und entwickelte bemerkenswerte Fähigkeiten in Schmuck- und Textilhandwerk. Am 18. Juni 1900 wurde ihr Sohn Sylvan geboren.
Die Schließung der Hochschule 1905 führte zu einem allmählichen Niedergang in ihrer künstlerischen Laufbahn. Hinzu kamen finanzielle Ausfälle aufgrund von Fehlinvestitionen. Ab 1907 gab Frances regelmäßig Kunstunterricht an der Glasgow School of Art. 1908 zog das Paar schließlich wieder zurück nach Glasgow. In den folgenden Jahren schuf Frances eine bewegende Reihe von symbolistischen Aquarellen, die sich mit den Themen Ehe und Mutterschaft auseinandersetzten. Ihre Ausstellungen waren allerdings erfolglos, so dass nach 1912 keine weiteren folgten. 1913 reiste das Paar nach Kanada, kehrte aber 1914 vor Ausbruch des Ersten Weltkrieges wieder nach Schottland zurück. Frances MacDonald McNair starb 1921 in Glasgow. James Herbert McNair, von dem ab 1911 bis zu seinem Tod 1955 keinerlei künstlerischen Arbeiten überliefert sind, vernichtete einen Großteil ihrer Werke. Ihr Sohn Sylvan emigrierte Ende der 20er Jahre nach Rhodesien. Die meisten ihrer Bilder befinden sich heute an der Hunterian Museum and Art Gallery in Glasgow und in der Walker Art Gallery in Liverpool.

## Symbolistische Aquarelle

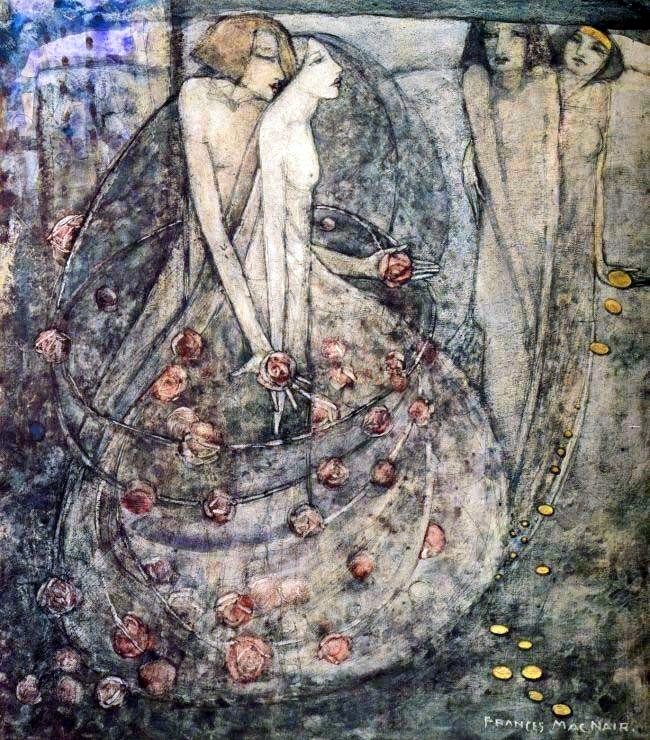
The Choice
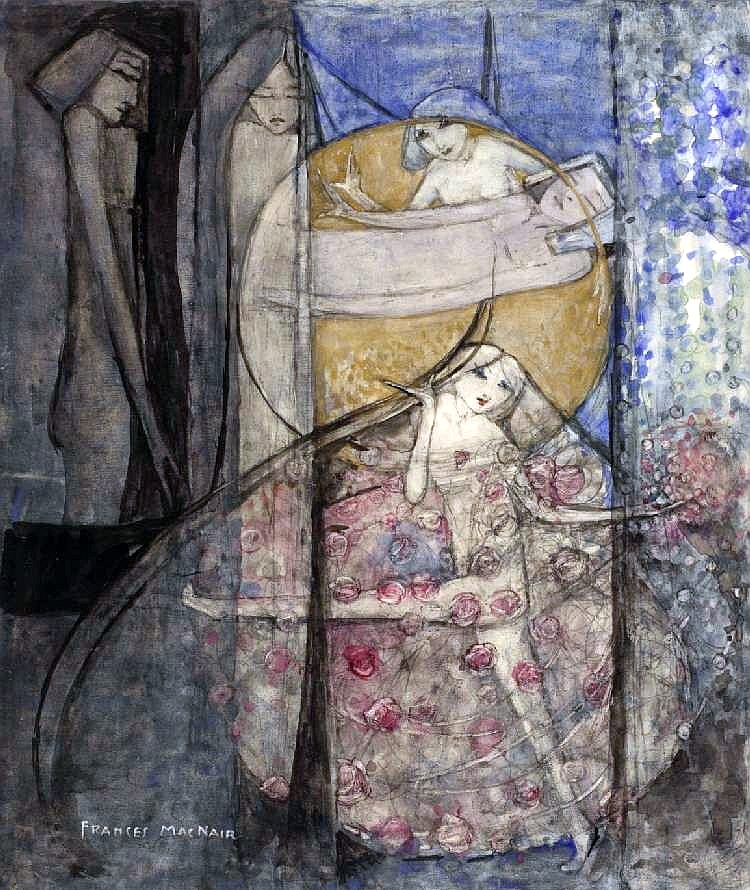
Woman Standing Behind The Sun
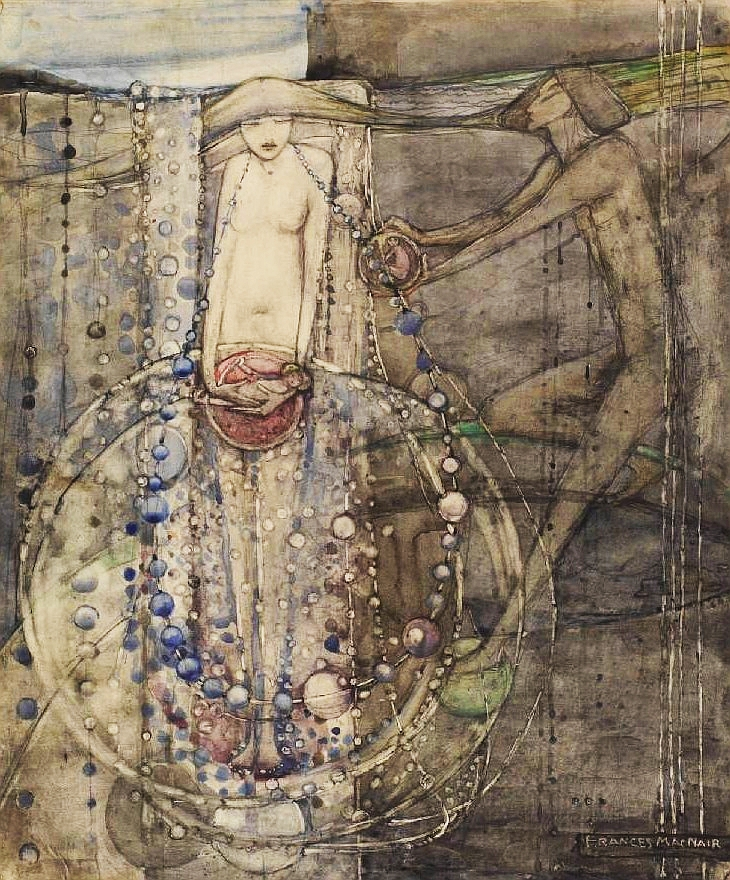
Man Makes The Beads Of Life
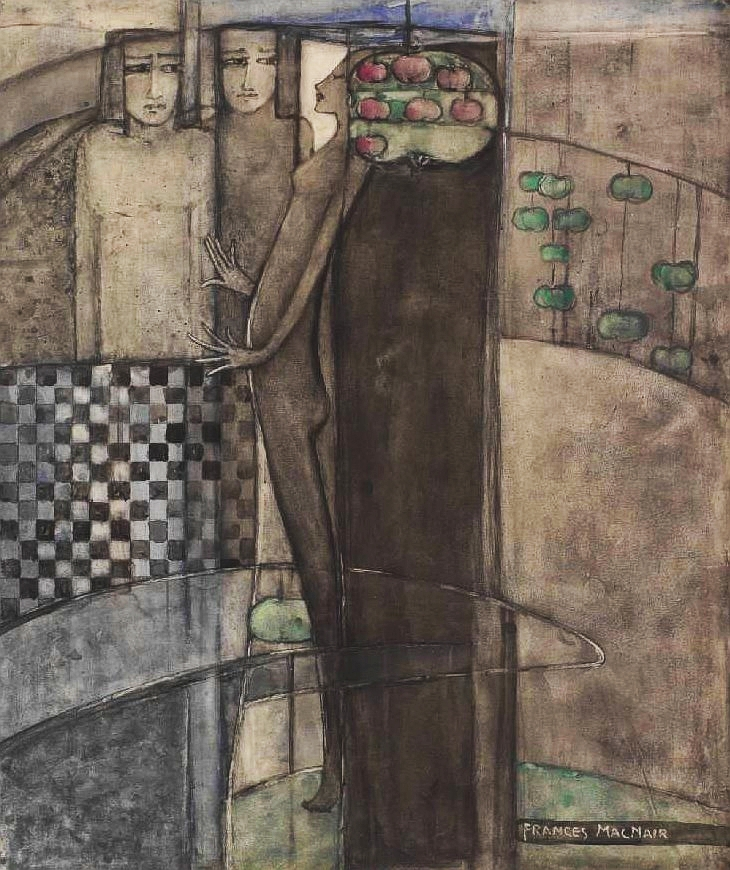
Prudence And Desire

## Ausstellungen
- 1894: Teilnahme an der Herbstausstellung des Glasgow-School-of-Art-Club
- 1895: Ausstellung im Salon de l’Art Nouveau in Paris
- 1895: Ausstellung im Queen’s Rooms in Glasgow
- 1896: Ausstellung am Royal Aquarium in London
- 1896: Teilnahme an der Herbstausstellung der Walker Art Gallery in Liverpool
- 1896: Ausstellung an der Société des Beaux Arts in Glasgow
- 1896: Ausstellung am Royal Glasgow Institute of the Fine Arts
- 1896: Teilnahme an der 5. Ausstellung der Arts and Crafts Exhibition Society in London
- 1897: Teilnahme an der Herbstausstellung der Walker Art Gallery in Liverpool
- 1897: Ausstellung am Royal Glasgow Institute of the Fine Arts
- 1898: Ausstellung an der Royal Scottish Society of Painters in Watercolour
- 1899: Ausstellung auf der 3. Biennale di Venezia
- 1899: Ausstellung an der International Society of Sculptors, Painters and Gravers in London
- 1900: Teilnahme an der 8. Ausstellung der Wiener Secession
- 1900: Teilnahme an der Educational Exhibition in Liverpool
- 1901: Teilnahme an der Internationalen Kunstausstellung in Dresden
- 1902: Teilnahme an der Internationalen Ausstellung für moderne dekorative Kunst in Turin
- 1902: Teilnahme an der Architecture and Design of the New Style in Moskau
- 1908: Ausstellung in den Sandon Studios in Liverpool
- 1908: Ausstellung an der Allied Artists Association in London
- 1909: Ausstellung an der  Allied Artists Association in London
- 1911: Ausstellung in den Sandon Studios in Liverpool
- 1911: Ausstellung in der Baillie Gallery in London
- 1912: Ausstellung in den Sandon Studios in Liverpool